# Старая (Орехово-Зуевский район)
Ста́рая — деревня в Орехово-Зуевском муниципальном районе Московской области. Входит в состав сельского поселения Дороховское. Население — 90 чел. (2010).

## Расположение
Деревня Старая расположена в юго-восточной части Орехово-Зуевского района, примерно в 30 км к юго-востоку от города Орехово-Зуево. Высота над уровнем моря 135 м.

## История
На момент отмены крепостного права деревня принадлежала помещику Головину. После 1861 года деревня вошла в состав Старовской волости Егорьевского уезда. Приход находился в селе Красное.
В 1926 году деревня входила в Старовский сельсовет Красновской волости Егорьевского уезда.
До 2006 года Старая входила в состав Дороховского сельского округа Орехово-Зуевского района.

## Население
В 1885 году в деревне проживало 762 человека, в 1905 году — 1019 человек (503 мужчины, 516 женщин), в 1926 году — 805 человек (363 мужчины, 442 женщины). По переписи 2002 года — 108 человек (42 мужчины, 66 женщин).
| 1859 | 1868 | 1885 | 1905  | 1926 | 2002 | 2006 |
| ---- | ---- | ---- | ----- | ---- | ---- | ---- |
| 465  | ↗540 | ↗762 | ↗1019 | ↘805 | ↘108 | ↘105 |
| 2010 |      |      |       |      |      |      |
| ↘90  |      |      |       |      |      |      |